# Ponte Rio Negro
Die Ponte Rio Negro, offiziell portugiesisch Ponte Jornalista Phelippe Daou, ist eine Brücke über den Rio Negro
bei Manaus in Brasilien im Bundesstaat Amazonas.

## Bauwerk
Die rund 3,6 km lange Brücke überquert den gewaltigen Fluss zwischen Iranduba und Manaus etwa 11 km vor dessen Einmündung in den Amazonas (Rio Solimões). Der Rio Negro, zuvor bis über 20 km breit, verengt sich hier durch hohe Ufer auf etwa 2,7 km Breite und lässt sich somit auf dem Brückenweg passierbar machen.
Die Schrägseilkonstruktion verbindet die Amazonasmetropole mit der 27 Kilometer entfernt gelegenen Gemeinde Iranduba. Die Brücke ist mit einer vom Wasserstand des Flusses abhängigen Durchfahrtshöhe zwischen 55 und 70 Metern selbst für Ozeanriesen geeignet und verfügt über vier Fahrstreifen sowie abgetrennte Geh- und Radwege auf beiden Seiten.
Neben der Brücke wurden auf beiden Seiten auch rund 7,4 Kilometer neue Zufahrtsstraßen geschaffen.

## Kosten
Schon mit der ursprünglichen Kalkulation von 574 Millionen Real sollte es die teuerste Brücke Brasiliens werden, bezogen auf die Kosten pro Meter. Anfang 2011 korrigierte man diese Zahl um weitere 800 Mio. Real abermals nach oben. Tatsächlich kostete die Brücke 1.099 Mio. Real (ca. 470 Mio. Euro).
Sie ist nach Phelippe Daou (1928–2016), dem im Bundesstaat Amazonas einflussreichen Mediengruppenmitgründer des Rede Amazônica benannt.

## Bau und Einweihung
Baubeginn war im Jahre 2007. Doch sowohl Schlechtwetterperioden als auch Rechtsstreitigkeiten brachten den Bau immer wieder in Verzug. Ursprünglich sollte das Bauwerk im Oktober 2010 eingeweiht werden, dann im November 2010, dann im Juni 2011. Staatspräsidentin Dilma Rousseff weihte schließlich die längste über Wasser führende Brücke in Brasilien am 24. Oktober 2011 ein. Bei der Einweihung war auch Ex-Präsident Luiz Inácio Lula da Silva zugegen, der vier Jahre zuvor den Grundstein für das Milliardenprojekt gelegt hatte.

## Nutzen
Der Brückenbau wurde im Rahmen des Programa de Aceleração do Crescimento (PAC = Programm zur Beschleunigung des Wachstums) initiiert.

Die Verantwortlichen erhoffen sich durch die gewaltige Infrastrukturmaßnahme eine Verbesserung der wirtschaftlichen Bedingungen in der Metropolregion Manaus. Laut Angaben der Regierung des Bundesstaates Amazonas sollen mindestens 800.000 Menschen durch die Maßnahme direkt profitieren: Neben der Kleinstadt Iranduba mit 40.000 Einwohnern auch weitere 30 Munizipe.
Als nächster Schritt ist entlang des Bauwerks die Verlegung von Glasfaserkabeln geplant, um die Menschen in den Gemeinden mit Breitbandinternet versorgen zu können.

## Nachweise
1. ↑  Muniz Neto: Ponte sobre Rio Negro, no AM, será inaugurada nesta segunda-feira. In: G1 – Amazonas. 24. Oktober 2011 (brasilianisches Portugiesisch, globo.com [abgerufen am 20. August 2018]).
2. ↑  Dietmar Lang: Brasilien: Megabrücke über Rio Negro im Amazonas eingeweiht. In: latinapress Nachrichten. 24. November 2011 (latina-press.com [abgerufen am 20. August 2018]).